# ヴォイチェフ・コルファンティ

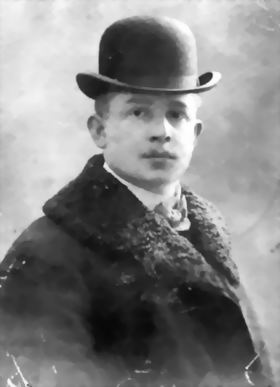
ヴォイチェフ・コルファンティ、1905年

ヴォイチェフ・コルファンティ(Wojciech Korfanty, 1873年4月20日 - 1939年8月17日)はポーランドの民族運動家、ジャーナリスト、政治家である。ドイツ帝国議会議員かつプロイセン王国議会(Landtag)議員であった。ポーランドの独立回復後はポーランド国会(Sejm)議員となる。また、いわゆる準軍事的組織のリーダーでもあった。ドイツ人とポーランド人が混住していた上シレジアで複数の蜂起を起こしたことでも知られている。

## 経歴
彼は第一次世界大戦後の民族統一運動で有名である。ポーランド人を差別から守り、第一次世界大戦前には上シレジアのドイツ化政策に対して戦った。戦後はドイツ人が多数居住していた上シレジアをポーランドに併合することを主導的に唱道した。
コルファンティは当時ドイツ領だった上シレジアのシェミァノヴィーツェ(Siemianowice)の一部であったサジャフカ(Sadzawka)の炭鉱労働者の息子として生まれた。出生時のドイツ語名はアダルベルト（Adalbert Korfanty）。1895年から1901年にかけて、彼はまずベルリンのシャルロッテンブルク工科大学で哲学、法学、経済学を学び、当時ドイツの大学だったブレスラウ大学(ヴロツワフ)(Universität Breslau)に移った。そこでは当時ヴェルナー・ゾンバルトが助教授の一人で、コルファンティとは長くに渡って親交を暖めることになった。

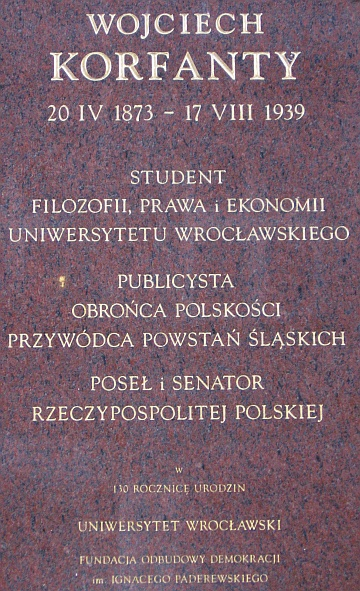
2003年にコルファンティの生誕130年を記念してヴロツワフ大学によって建てられた石刻版。ここには次のように書かれている:「ヴロツワフ大学の哲学、法学、経済学の学生であり、ジャーナリスト、ポーランド人であることの擁護者、シレジア蜂起の指導者、ポーランド共和国国会(Sejm)と上院議会(Senat)の議員」

1901年にはコルファンティはポーランド語新聞「グルノシロンザク」(Górnoslązak、「上シレジア人」という意味)の編集長となり、上シレジアのポーランド語話者に向けて民族意識の覚醒を訴えた。1903年にコルファンティはドイツ帝国議会議員に選出され、さらに1904年にはプロイセン王国議会議員に選出され前者と兼任することとなった。後者では独立したポーランド人派閥「Polskie koło」を組織して代表となった。このコルファンティの活動は伝統からの大きな脱却となった。プロイセン王国のポーランド人少数民族は選挙ではそれまで常にカトリック中央党を支持していたからである。カトリック中央党がポーランド人の諸権利を否定するようになると、ポーランド人はカトリック中央党から距離を置くようになり、他の派閥に庇護を求めるようになった。1901年に発刊され激しく議論の交換された新聞「Precz z Centrum(中央党を離れて)」紙で、コルファンティはドイツに住むカトリックのポーランド語話者に向けて自らの民族的無関心を克服するよう促し、政治的忠誠を超国家的なカトリックからポーランド民族運動にシフトするべきだと強く訴えた。しかしコルファンティは自らのキリスト教民主主義に対する信念は保ち続け、後にポーランドの政治においてキリスト教民主主義を復活させた。
1918年第一次世界大戦終了時のドイツ帝国の崩壊は1795年から消滅していた独立ポーランドの国家の再生をもたらした。1918年10月25日のドイツ帝国議会での演説で、コルファンティはプロイセンの地方にすぎなかった西プロイセン(エルムラントErmeland地方、ダンチヒ市)、ポーゼン(ヴィエルコポルスカ)地方、東プロイセンの一地方(マズーリMasuren地方)、シレジアの一地方(上シレジア)の新生ポーランドへの割譲を求めた。これらの地域の住民はほとんどドイツ人が多数派であった。
戦後のヴィエルコポルスカ蜂起(Powstanie wielkopolskie)の最中、コルファンティはポズナニで「最高人民委員会(Naczelna Rada Ludowa)」とこの地方のポーランド地方議会(Constituanta-Sejm)のメンバーになった。また、上シレジアではポーランド人住民投票委員会の委員長となった。1921年にはシレジア蜂起の指導者の一人であった。シレジア蜂起は上シレジアにおけるドイツ人支配に対する反乱で、第3回シレジア蜂起の結果、上シレジアのほぼ半分がポーランドに併合されることになった。
コルファンティは1922年から1930年にかけてポーランド国会(Sejm)の議員で、1922年から1935年にかけてはシレジアの地方議会議員も兼任した。彼はキリスト教民主主義の立場を代表した。彼はシレジア県の自治権に対し、これがポーランドへの統合の妨げになるとして反対した。しかし、コルファンティは上シレジアでのドイツ人少数民族の権利を擁護した。少数民族の繁栄はこの地域の社会全体の価値を高めると信じていたからである。1923年10月から12月までの短期間、コルファンティはヴィンツェント・ヴィトス(Wincent Witos)政権で副首相を務めた。1924年からはジャーナリストとしての活動を再開し、Rzeczpospolita(共和国)紙(現在のポーランドのRzeczpospolita紙とは無関係)とPolonia(ポーランド)紙の編集長となった。彼はユゼフ・ピウスツキの「五月クーデター(Przewrót majowy)」とその後の「清浄化(Sanacja)」政権の樹立に対してキリスト教民主主義の立場から反対の論陣を張った。1930年、コルファンティは逮捕され、ブレストに収監された。時の政府に反対する左翼と中道の政党連合であるツェントロレフ(Centrolew)の指導者も一緒に逮捕・収監された。
1935年、彼はポーランドを離れチェコスロヴァキアに移住し、そこからイグナツィ・パデレフスキとヴワディスワフ・シコルスキ(Władysław Sikorski)によって組織された中道右派の「モルジュ戦線(Morges Front)」に参加した。チェコスロヴァキアがナチス・ドイツに侵略されると、コルファンティはフランスに移った。ナチス・ドイツが1934年に締結されていたドイツ・ポーランド不可侵条約を破棄すると、彼は1939年4月にポーランドに戻った。ポーランドの独立に対する新たな脅威が国内の政治的分裂を解決するという希望が持てたからである。しかし彼は帰国後即座に逮捕された。8月には健康状態が刑に耐えられないとして釈放され、その後まもなく他界した。これはドイツのポーランド侵攻によって第二次世界大戦が勃発する2週間前のことだった。彼の死因の詳細は明らかでないが、拘置所で受けた扱いが彼の健康状態を悪化させたのではないかと言われている。
1945年以後、ポーランドの独立の唯一の指導者として共産主義者たちが正統性を主張していたとき、コルファンティは名誉回復された。上シレジアのポーランド人住民を差別から守ろうと戦ったことと、シレジアのポーランド人住民をポーランドに統合することに努力したことが評価されたのである。現在、ポーランドの多くの街路、広場、公共施設が彼にちなんで名づけられている。1945年にシレジアのオポーレがポーランド領になると、オポーレ市内にある町フリートラント(Friedland)は改名し、コルファンティを称えてコルファントゥフ(Korfantów)となった。